# クリスティーナ・シフエンテス
マリア・クリスティーナ・シフエンテス・クエンカス（スペイン語: María Cristina Cifuentes Cuencas、1964年7月1日 - ）は、スペイン・マドリード出身の政治家。国民党 (PP) 所属。2012年1月16日から2015年4月13日まで、マドリード州の政府代表を務めた。2015年6月24日から2018年4月25日までマドリード州首相を務めた。

## 経歴
1964年7月1日にマドリードに生まれた。父親はガリシア地方のア・コルーニャ出身の軍人であり、母親はガリシア地方のオウレンセ出身の主婦である。クリスティーナは8人兄弟姉妹の7番目だった。16歳だった1980年、のちに国民党 (PP) となる国民同盟 (AP) の党員となった。マドリード・コンプルテンセ大学で法学を学んだ。

### 政界への進出
1987年には国民同盟から1987年欧州議会議員選挙に出馬したが、国民同盟の立候補名簿60人中57番目という下位だったため落選した。1991年には国民党からマドリード州議会議員選挙に出馬し、26歳の若さで当選した。1994年には1994年欧州議会議員選挙に出馬したが、国民党の立候補名簿64人中60番目という下位だったため落選した。1995年にはマドリード州議会議員選挙で2選を果たし、1999年には3選、2003年には4選、2007年には5選、2011年には6選を果たした。

### マドリード州首相
2012年1月16日から2015年4月13日には、マドリード州の政府代表を務めた。2013年にはマドリードでバイクを運転中に交通事故に遭い、約1か月もの間昏睡状態にあった。2015年のマドリード州議会議員選挙には国民党の立候補名簿筆頭で出馬し、マドリード州首相候補として7選を果たした。国民党が129議席中48議席を獲得して第一党となると、シフエンテスは首相指名投票でシウダダノスからの支持も受けて過半数の票を獲得し、第5代マドリード州首相に就任した。
2018年3月21日、フアン・カルロス王大学の修士号を不正に取得したとの疑いがかけられ、4月5日にはこの疑惑の司法調査が開始された。4月17日にはフアン・カルロス王大学の学長に対して謝罪文を送付し、修士号の破棄を表明した。なお、この案件ではフアン・カルロス王大学の公法研究所副所長が「個人的な理由」により辞任している。

### 政界からの引退
2018年4月下旬には、2011年5月にスーパーマーケットで40ドル相当のアンチエイジングクリームを万引きして警備員に呼び止められているビデオが暴露された。修士号不正取得疑惑と万引き疑惑の最中の4月25日、シフエンテスはマドリード州首相を辞任した。後任のマドリード州首相には国民党のアンヘル・ガリードが就任している。4月28日には国民党マドリード州支部長の座を辞任した。5月8日にはマドリード州議会議員の座も辞任し、政界からの引退を表明した。
- シフエンテス（2009年6月7日、中央）
- 国民党全国大会におけるシフエンテス（  2018年4月7日）
- 左からハビエル・マロート下院議員、フェルナンド・マルティネス・マイロ国民党副事務総長、アナ・パストール・フリアン下院議長、シフエンテス（2017年11月7日）

## 選挙結果
| 年         | 選挙                     | 政党          | 名簿順位    | 当落 |
| ---------- | ------------------------ | ------------- | ----------- | ---- |
| 1987年     | 欧州議会議員選挙         | 国民同盟 (AP) | 60人中57位  | 落選 |
| 1991年     | マドリード州議会議員選挙 | 国民党 (PP)   | 101人中46位 | 当選 |
| 1994年     | 欧州議会議員選挙         | 国民党 (PP)   | 64人中60位  | 落選 |
| 1995年     | マドリード州議会議員選挙 | 国民党 (PP)   | 103人中16位 | 当選 |
| 1999年     | マドリード州議会議員選挙 | 国民党 (PP)   | 102人中17位 | 当選 |
| 2003年5月  | マドリード州議会議員選挙 | 国民党 (PP)   | 111人中20位 | 当選 |
| 2003年10月 | マドリード州議会議員選挙 | 国民党 (PP)   | 111人中20位 | 当選 |
| 2007年     | マドリード州議会議員選挙 | 国民党 (PP)   | 120人中13位 | 当選 |
| 2011年     | マドリード州議会議員選挙 | 国民党 (PP)   | 129人中13位 | 当選 |
| 2015年     | マドリード州議会議員選挙 | 国民党 (PP)   | 129人中1位  | 当選 |